# Brava (municipalité du Cap-Vert)
Pour les articles homonymes, voir Brava.
La municipalité de Brava est une municipalité (concelho) du Cap-Vert. C'est la seule municipalité de l'île de Brava, dans les îles de Barlavento. Son siège se trouve à Nova Sintra.

## Population
Lors du recensement de 2010, la municipalité comptait 5 995 habitants.